# Ruđa
Ruđa (cyr. Руђа) – wieś w Serbii, w okręgu raskim, w gminie Tutin. W 2011 roku liczyła 74 mieszkańców.